# Arthur E. Nikander
Arthur Ewald Nikander, född 27 juli 1881 i Helsingfors, död där 13 februari 1953, var en finländsk ingenjör.
Nikander blev diplomingenjör 1910 och tjänstgjorde  som förste byggnadsinspektör vid Helsingfors stad till 1917. Han grundade därefter Byggnadsbyrån Arth. E. Nikander, som utförde flera stora och finansiellt krävande byggnadsprojekt i staden. Han ägde även VVS-företaget Oy Radiator Ab, Oy Jokelan Tiilitehdas Ab, Karis cementvarufabrik och Tvärminne kalkindustri. Under andra världskriget verkade han som arbetschef vid byggandet av Luumäkilinjen 1940 samt som teknisk chef vid Hangöfronten 1942.
Nikander var kommodor i Helsingfors Segelsällskap 1933–1939 samt beställare av och första ägare till 8mR-jakten Vågspel.